# Bartolomé de Carranza

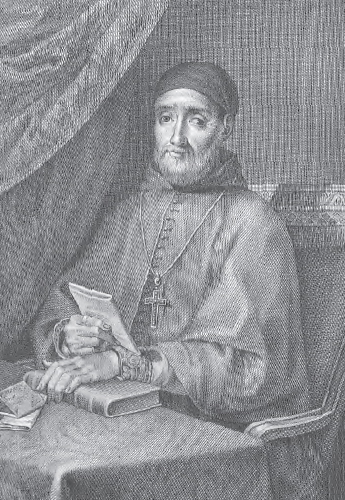
Bartolomé de Carranza

Bartholomäus von Carranza, OP (spanisch Bartolomé de Carranza y Miranda; * 1503 in Miranda de Arga in Navarra; † 2. Mai 1576) war Erzbischof von Toledo und bekannt als Opfer der spanischen Inquisition.

## Leben
Er studierte in Alcalá de Henares, trat dort in den Dominikanerorden ein und machte sich als Professor der Theologie in Valladolid bald einen so berühmten Namen, dass ihn Karl V. 1546 zum Konzil von Trient entsandte und zu anderen wichtigen Missionen verwendete.
So begleitete er 1554 Philipp II. auf dessen Brautfahrt nach England, wurde dort Beichtvater der Königin Maria, beteiligte sich intensiv an der Wiederherstellung des Katholizismus in England und gewann so das Vertrauen Philipps, der ihm das Erzbistum Toledo übertrug, das reichste des Königreichs.
Bald aber wurde er der Inquisition verdächtig. Man wollte in seinen Comentarios sobre el catechismo christiano (Antwerpen 1558) protestantische Lehrsätze finden, auch beschuldigte man ihn, Karl V. auf dessen Totenbett häretische Gedanken eingeflößt zu haben, und Carranza wurde am 1. August 1559 in Valladolid verhaftet. Aufgrund seiner erzbischöflichen Würde appellierte er nach Rom, wo er mildere Behandlung zu erfahren hoffte; aber erst nach achtjähriger harter Gefangenschaft wurde er dorthin ausgeliefert, und auch in Rom blieb er weitere zehn Jahre in der Engelsburg eingekerkert, ehe sein Urteil gefällt wurde. Endlich freigesprochen, aber doch mit fünfjähriger Amtsenthebung bestraft, überlebte Carranza diese Wendung seines Schicksals nur um wenige Tage; er starb am 2. Mai 1576.
Carranza wurde in der römischen Dominikanerkirche Santa Maria sopra Minerva beigesetzt und erhielt die ehrende Grabinschrift:
Bartholomaeo Caranza Nauarro, Dominicano, Archiepiscopo Toletano, Hispaniarum Primati, Viro genere, vita, doctrina, Conuersatione, atque eleemosynis claro, Magnis muneribus à Carolo V. Et Philippo Rege Catholico, sibi commiss[is] egregiè functo, Animo in prosperis modesto, Et aduersis aequo.
„Dem Bartholomaeus Carranza, Navarrer, Dominikaner, Erzbischof von Toledo, Primas der spanischen Länder, einem Mann, berühmt durch Abstammung, Lebensführung, Lehre, Umgangsformen und Almosen, der die hohen Ämter, die ihm Karl V. und Philipp, der katholische König, übertrugen, hervorragend ausübte, maßvoll in guten Zeiten und gleichmütig in Widrigkeiten.“
1993 wurden seine Gebeine auf Initiative von Erzbischof Marcelo González Martín von Rom nach Toledo gebracht und in der Kathedrale mit einer neuen Grabgestaltung beigesetzt.
Beim Volk stand Carranza stets in hoher Verehrung. Weitere Schriften von ihm sind Summa consiliorum (Venedig 1546) und De necessaria residentia episcopum (Venedig 1547).
Lion Feuchtwanger widmet Carranza in seinem Roman Goya oder der arge Weg der Erkenntnis ein ganzes Kapitel.